# RBC in het seizoen 1963/64
Het seizoen 1963/1964 was het 10e jaar in het bestaan van de Roosendaalse betaaldvoetbalclub RBC. De club kwam uit in de Eerste divisie en eindigde op de 11e plaats. Tevens deed de club mee aan het toernooi om de KNVB beker, hierin werd in de tweede ronde verloren van Sparta (1–5).

## Wedstrijdstatistieken

### Eerste divisie
|       | BVV   | DWS   | Eindhoven | Elinkwijk | Enschedese Boys | Excelsior | Fortuna | SHS   | Sittardia | Telstar | Veendam | Velox | De Volewijckers | VVV   | Willem II |
| ----- | ----- | ----- | --------- | --------- | --------------- | --------- | ------- | ----- | --------- | ------- | ------- | ----- | --------------- | ----- | --------- |
| Thuis | 5 – 2 | 0 – 1 | 1 – 0     | 1 – 2     | 0 – 0           | 1 – 2     | 5 – 0   | 1 – 1 | 2 – 0     | 0 – 0   | 2 – 2   | 0 – 0 | 0 – 3           | 0 – 0 | 6 – 2     |
| Uit   | 1 – 1 | 0 – 0 | 1 – 1     | 1 – 1     | 0 – 5           | 4 – 1     | 2 – 1   | 1 – 0 | 2 – 1     | 2 – 1   | 3 – 2   | 3 – 0 | 2 – 0           | 1 – 2 | 0 – 1     |

### KNVB beker
| 1e ronde                                       | RBC                                                           | 1 – 1 (1 – 0, 1 – 1) Winst na strafschoppen | Hermes DVS         |
| 29 september 1963 Plaats: Roosendaal De Luiten | Kees Vermunt 2'                                               |                                             | 60' Piet Janse     |
| 2e ronde                                       | Sparta                                                        | 5 – 1 (2 – 0)                               | RBC                |
| 17 november 1963 Plaats: Rotterdam Het Kasteel | Piet van Miert 8', 18', 56' Tonny van Ede 74' Cor Adelaar 90' |                                             | 81' Peter Laseroms |

## Statistieken RBC 1963/1964

### Eindstand RBC in de Nederlandse Eerste divisie 1963 / 1964
| Stand | Gespeeld | Gewonnen | Gelijk | Verloren | Punten | Doelpunten voor | Doelpunten tegen |
| ----- | -------- | -------- | ------ | -------- | ------ | --------------- | ---------------- |
| 11e   | 30       | 8        | 10     | 12       | 26     | 41              | 38               |

### Topscorers
| #      | Naam               | Goal |
| ------ | ------------------ | ---- |
| 1.     | Gerard Désar       | 15   |
| 2.     | Kees Vermunt       | 9    |
| 3.     | René Rommens       | 6    |
| 4.     | Adri Roks          | 3    |
| 4.     | Cor van Zandvliet  | 3    |
| 6.     | Pierre Matthijssen | 2    |
| 7.     | Kees Cools         | 1    |
| 7.     | Pierre van Hal     | 1    |
| 7.     | Jos Verkuijl       | 1    |
| Totaal | Totaal             | 41   |

| #      | Naam           | Goal |
| ------ | -------------- | ---- |
| 1.     | Peter Laseroms | 1    |
| 1.     | Kees Vermunt   | 1    |
| Totaal | Totaal         | 2    |

## Voetnoten
BVV ·
DHC ·
Elinkwijk ·
Enschedese Boys ·
Eindhoven ·
Excelsior ·
Fortuna ·
RBC ·
SHS ·
Sittardia ·
Telstar ·
Veendam ·
Velox ·
De Volewijckers ·
VVV ·
Willem II